# Celso Esquivel
Celso Esquivel González, paragvajski nogometaš, * 20. marec 1981, General Artigas, Paragvaj.
Sodeloval je na nogometnemu delu poletnih olimpijskih iger leta 2004 in osvojil srebrno medaljo.